# Dinocras megacephala
Dinocras megacephala és una espècie d'insecte plecòpter pertanyent a la família dels pèrlids.

## Alimentació
En un primer moment, les larves es nodreixen de matèria vegetal i detritus, i esdevenen carnívores quan depassen els 3 mm de llargària (les seues principals preses són quironòmids, oligoquets i efemeròpters, i, en menor mesura, d'altres plecòpters, tricòpters i coleòpters).

## Paràsits
L'anàlisi del contingut estomacal de les larves d'aquesta espècie ha revelat la presència d'Ancyrophora cornuta, especialment en aquelles que han esdevingut carnívores.

## Hàbitat
En el seu estadi immadur és aquàtic i viu a l'aigua dolça, mentre que com a adult és terrestre i volador.

## Distribució geogràfica
Es troba a Europa: Àustria, Bulgària, Txèquia, Eslovàquia, França, Alemanya, Dinamarca, Grècia, Hongria, Itàlia, Polònia, Romania, Suïssa i els territoris de l'antiga Iugoslàvia.